# Jessica Napier
Jessica Napier (født 4. april 1979) er en skuespiller, der blev født i New Zealand, men i mere end 15 år har arbejdet i australsk film og tv. Hun har optrådt i en række spillefilm, herunder Love Serenade, Blackrock, Klip City Loop, Angst, The Illustrated Family Doctor og Ghost Rider, men er nok bedst kendt for sin rolle som Becky Howard i den australske tv-serie McLeods døtre.
Hun blev født i Wellington, New Zealand, og voksede sammen med sin bror, Ruben, op der. Som 9-årig flyttede familien til Sydney, Australien, hvor faderens, Marshall Napier karriere blomstrede, og hun startede efter flytningen på Newtown High School of the Performing Arts.
Napier debuterede som 12-årige i tv-serien Police Rescue. I serien spillede hun sammen med sin biologiske far, og står nævnt over medvirkende som Jess Napier. De to, der oprindeligt skulle spille rollen (to tvillinger), nægtede og i stedet foreslog Marshall Napier sin egen datter til rollen, som hun begejstret accepterede. Efter adskillige optrædener i australsk film og tv-serier fik hun rollen som Becky Howard i den australske serie McLeods døtre, hvor hun medvirkede i tre år, fra 2001 til 2003, hvor hendes far også medvirkede.
Både far og datter er desuden vegetarer, og kæmper for dyrs rettigheder. I 2002 var de med i den australske udgave af Hvem vil være millionær? hvor de vandt 64.000 AUD, som de skænkede til South Australian Animal Rights Group.
Hun giftede sin med sin kæreste gennem mange år, David Adler, i 2009.